# Finlands näringsliv
Finlands näringsliv (finska: Elinkeinoelämän keskusliitto, EK) är en centralorganisation för det finländska näringslivet som grundades 2004 genom sammanslagning av två äldre organisationer, Industrins och arbetsgivarnas centralförbund och Servicearbetsgivarna. Finlands näringslivs kontor finns i Industricentrum på Södra kajen i Helsingfors.
Finlands näringsliv hade vid starten 2005 omkring 15 000 medlemsföretag med 915 000 anställda som svarade för omkring 70 % av Finlands bruttonationalprodukt och för drygt 95 % av exporten. År 2009 hade förbundet omkring 16 000 medlemsföretag med 950 000 anställda som svarade för omkring 70 % av landets bruttonationalprodukt och för omkring 95 % av exporten.